# Nunataki Cheljuskina
Die Nunataki Cheljuskina (englische Transkription von russisch Нунатаки Челюскина Nunataki Tscheljuskina) sind eine Gruppe von Nunatakkern im ostantarktischen Mac-Robertson-Land. In der Porthos Range der Prince Charles Mountains ragen sie südlich des Mount Mervyn auf. 
Russische Wissenschaftler benannten sie. Der Namensgeber ist nicht überliefert.